# Gaston Massié
Pour les articles homonymes, voir Massie.
Gaston Massié, né le 25 mars 1904 à Aïn M'lila alors en Algérie française et mort le 24 août 1990 à Albi, est un résistant français.

## Biographie
Gaston Massié, fils d’un gendarme, devient instituteur puis directeur d’école à Aigues-Vives après être passé par l’École normale de Nîmes. Muté à Nîmes, il est mobilisé comme capitaine en 1939.
Une fois l’armistice conclu, il demeure déterminé à continuer la lutte. En 1941, avec René Vaïsse ou Raymond Brunel, il fait partie d’un noyau de résistants qui se ralliera ensuite à Combat, et qui distribue tracts et journaux. Il est ensuite chargé de l’organisation du renseignement et de l’armée secrète Nîmes. Au printemps 1943, il devient chef départemental du Noyautage des administrations publiques ; il obtient notamment des ralliements dans les PTT en 1942 avec le groupe mené par Jean Castan,.
Au cours de l’automne 1943, il intègre avec Georges Salan et Marius Cournier le directoire département des Mouvements unis de la Résistance. En novembre, devant plonger dans la clandestinité, il se réfugie pour un temps à Millau. Sa femme Jenny Baissac, également engagée dans la résistance, est alors emprisonnée.
Adjoint au chef régional du NAP, il regagne Nîmes au début de 1944. En avril, il succède à Jean Paradis comme chef départemental des MUR. Il fait alors partie du noyau dur qui constitue le comité départemental de libération après août 1944 et l’écroulement des institutions de Vichy. Il s’y efforce de contrer l’influence des communistes comme Léo Rousson.
Ayant quitté l’enseignement, il travaille dans l’immobilier puis les assurances.
Il meurt le 24 août 1990 à Albi.

## Distinction
- Médaille de la Résistance française par décret du 15 juin 1946[3].